# Persenkówka

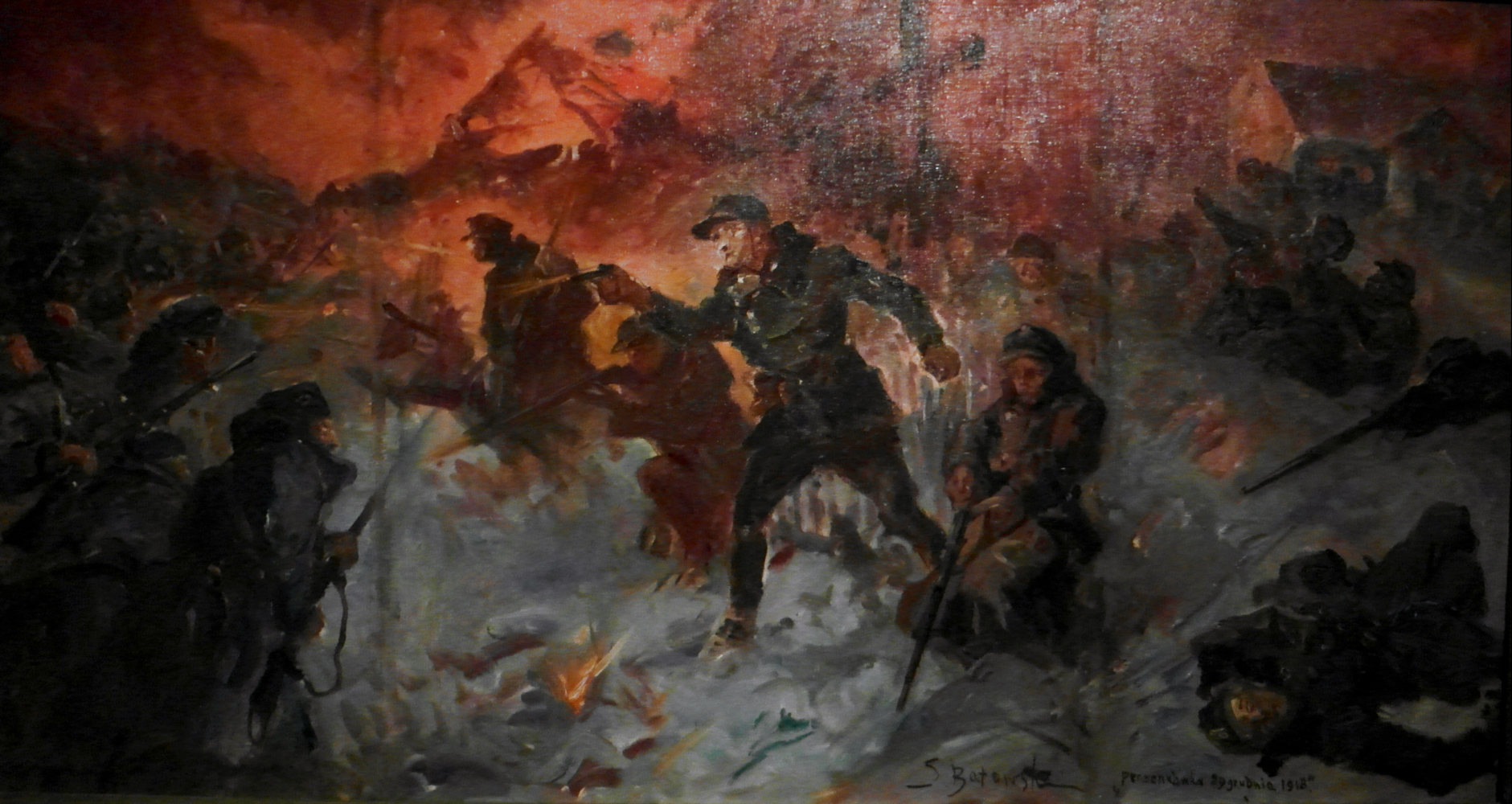
Persenkówka 29 grudnia 1918, postrzelenie ppor. Józefa Mazanowskiego. Obraz Stanisława Batowskiego

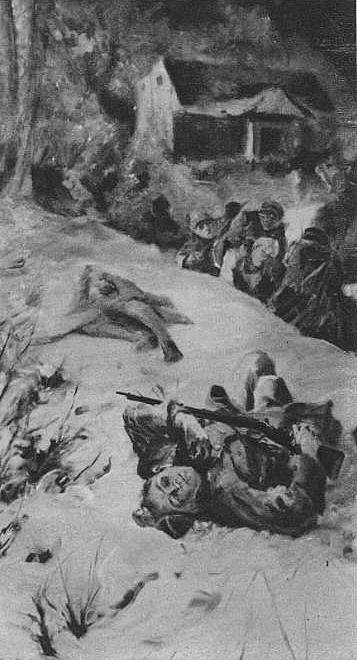
Śmierć por. Iwo Skałkowskiego pod dworkiem na Persenkówce. Obraz Stanisława Batowskiego

Persenkówka (ukr. Персенківка, Persenkiwka) – dzielnica Lwowa, w rejonie sichowskim. Jej granice wyznaczają ulice Panasa Myrnego, profesora Bujka, Kozielnicka i LAZ. Na jej terenie znajduje się elektrownia miejska nr 1 oraz Lwowska Fabryka Autobusów.
Główne ulice to Łuhańska i Kozielnicka, w środkowej części Persenkówki znajduje się stacja kolejowa na linii Lwów-Czerniowce.

## Historia
Pierwsza nazwa tego obszaru pojawiła się w XVII wieku i brzmiała „Kosnerówka”, pochodziła od nazwiska kupca Kosnera, który był lwowskim mieszczaninem i właścicielem położonych tu ziem. W 1687 Kosnerówkę zakupił pochodzący ze Szkocji Jakub Persing (Pershing), od tego czasu należący do niego folwark zaczęto nazywać Persenkówką. Przez długi czas była to podmiejska osada stanowiąca przysiółek Kulaprkowa, w której znajdowało się piętnaście niewielkich zagród. W drugiej połowie XIX teren wsi przecięły tory kolejowe linii łączącej Lwów ze Stanisławowem i Czerniowcami. Zmiana charakteru Persenkówki rozpoczęła się na początku XX wieku, kiedy w północnej części osady rozpoczęto z inicjatywy dyrektora Miejskiego Zakładu Elektrycznego Józefa Tomickiego budowę elektrowni miejskiej zaprojektowanej przez Adolfa Pillera i zrealizowanej pod kierunkiem Alfreda i Kazimierza Kamienobrodzkich. Budowa trwała od 1908, uruchomiono ją w 1910 i funkcjonuje do czasów współczesnych. Pomiędzy elektrownią a obecną ulicą Panasa Myrnego (dawniej Własna Strzecha) znajdował się park o powierzchni 8 hektarów, a przy ulicy Nad Jarem (obecnie Energetyczna) powstał zespół budynków wielorodzinnych dla pracowników elektrowni. Podczas walk w obronie Lwowa na terenie Persenkówki toczyły się zacięte walki m.in. o elektrownię, którą zdobyto 15 listopada 1918. Dwa dni później zdobyta została stacja kolejowa. Ponowne walki miały miejsce w dniach 27-29 grudnia 1918 tzw. ofensywa świąteczna, od ran zmarł wówczas dowódca obrony tej placówki por. Józef Mazanowski. Na Persenkówce śmierć poniósł także por. Iwo Skałkowski. Postrzelenie Mazanowskiego i Skałkowskiego utrwalił potem na obrazach malarz Stanisław Batowski. Został tam wówczas ranny również najmłodszy obrońca miasta, Antoni Petrykiewicz, który w wyniku obrażeń zmarł 14 stycznia 1919. Pamiątką tych wydarzeń był obelisk zaprojektowany przez Rudolfa Indrucha, który został zniszczony po wkroczeniu do miasta Armii Czerwonej. W 1930 Persenkówka znalazła się w granicach Lwowa, w 1937 na południe od stacji kolejowej rozpoczęto budowę kościoła i klasztoru karmelitów bosych według projektu Ludomiła Gyurkovicha.
Na Cmentarzu Orląt przed Pomnikiem Chwały znajduje się Mogiła Pięciu Nieznanych z Persenkówki, w której spoczywają nieznani obrońcy Lwowa, którzy polegli podczas walk na terenie Persenkówki.

## Współczesność

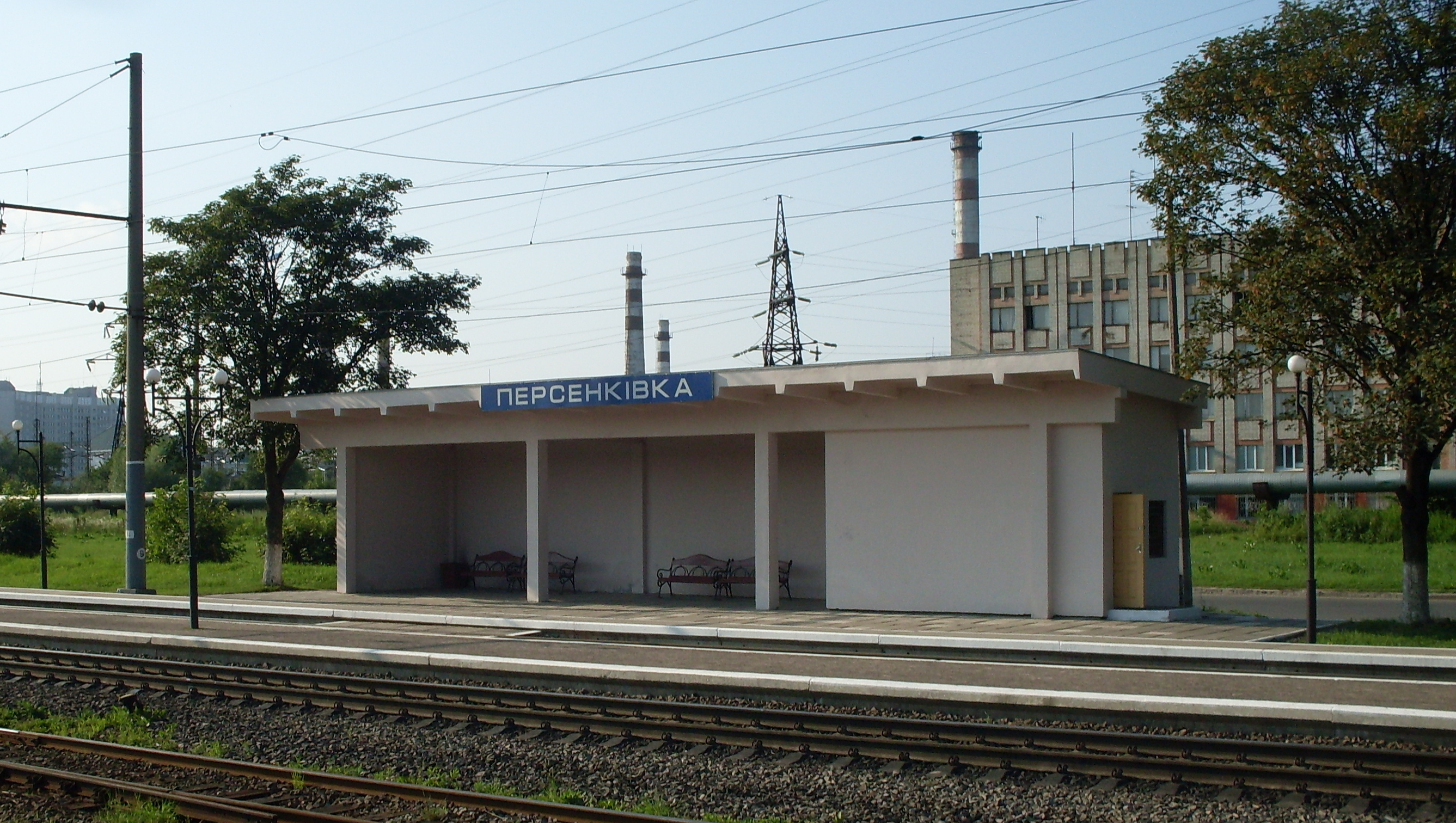
Stacja kolejowa na Persenkówce

Po 1944 władze komunistyczne postanowiły zmienić charakter dzielnicy na typowo przemysłowy. W 1946 zmuszono karmelitów do opuszczenia Lwowa, kościół i klasztor przebudowano na biuro projektów i halę fabryczną budowanej fabryki LAZ. Wycięto również park, jego teren zajęły tereny fabryczne i garaże. Elektrownia przy ulicy Kozielnickiej została rozbudowana, po północnej stronie torów, równolegle do nich wybudowano przelotową ulicę Łuhańską. Na ulicach Iwana Czmoły (dawniej Ludwika Christelbauera), Kozielnickiej i Iwana Myrnego uruchomiono linię trolejbusową. W miejscu dawnego stadionu LKS „Czarni” powstał gmach urzędu podatkowego. Przy ulicy Persenkówka 8 powstaje centrum biurowe. Trochę dalej poza boje wybudowany kompleks „Wolne Miasto”